# Мария-Энцерсдорф
Мария-Энцерсдорф (нем. Maria Enzersdorf) — ярмарочная коммуна (нем. Marktgemeinde) в Австрии, в федеральной земле Нижняя Австрия. 
Входит в состав округа Мёдлинг.  Население составляет 8788 человека (на 1 января 2015 года). Занимает площадь 5,36 км². Официальный код  —  31 716.
Город впервые упоминается в 12 веке. Он был разрушен в 1529 и 1683 годах во время первого и второго турецкого нашествий. В городе расположена международная энергетическая и телекоммуникационная компания EVN AG. 
На местном кладбище в 1893 году был похоронен Себастьян Бруннер.

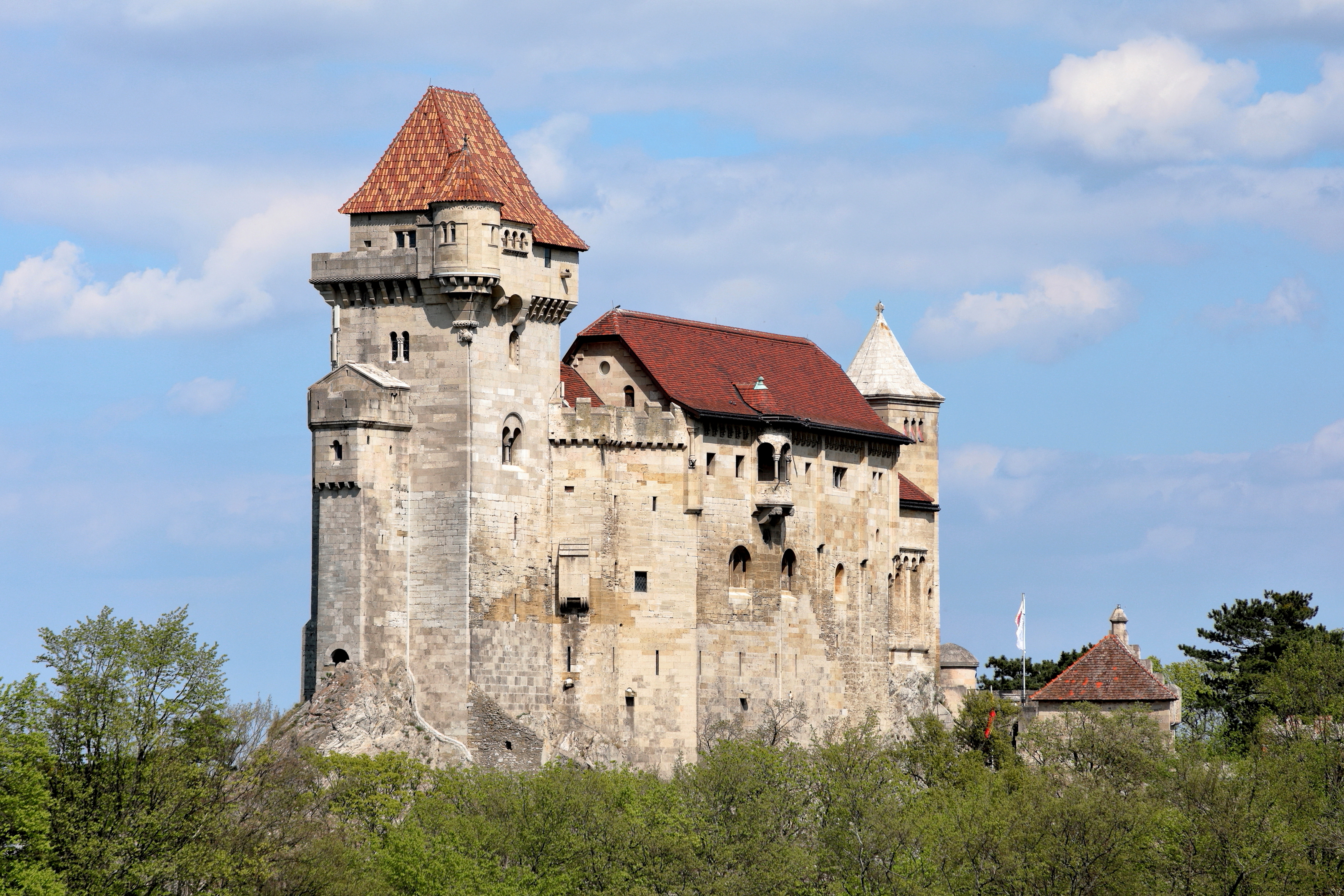
Замок Лихтенштайн в окрестностях Мария-Энцерсдорф

## Политическая ситуация
Бургомистр коммуны — Йохан Цайнер (АНП) по результатам выборов 2015 года.
Совет представителей коммуны (нем. Gemeinderat) состоит из 33 мест.
- АНП занимает 15 мест.
- Партия AKTIVE занимает 10 мест.
- СДПА занимает 2 места.
- Зелёные занимают 4 места.
- АПС занимает 1 место.